# جون سوندرز (لاعب هوكي الجليد)
جون سوندرز (بالإنجليزية: John Saunders)‏ (و. 1955 – 2016 م) هو لاعب هوكي الجليد، وصحفي كندي، ولد في أجاكس، أونتاريو، توفي عن عمر يناهز 61 عاماً.

## التعليم
تعلم في جامعة رايرسون.

## وصلات خارجية
- جون سوندرز على موقع IMDb (الإنجليزية)
- جون سوندرز على موقع HockeyDB.com (الإنجليزية)

- جون سوندرز في قاعدة بيانات الأفلام على الإنترنت